# Socotra

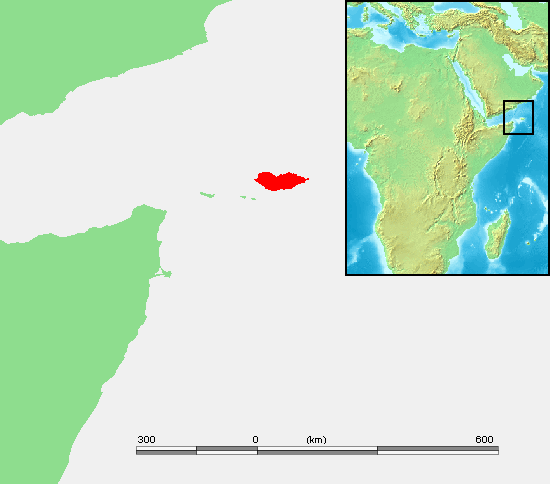
Situació

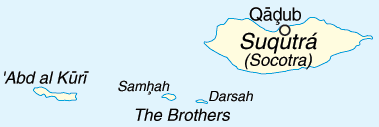
Mapa de l'arxipèlag

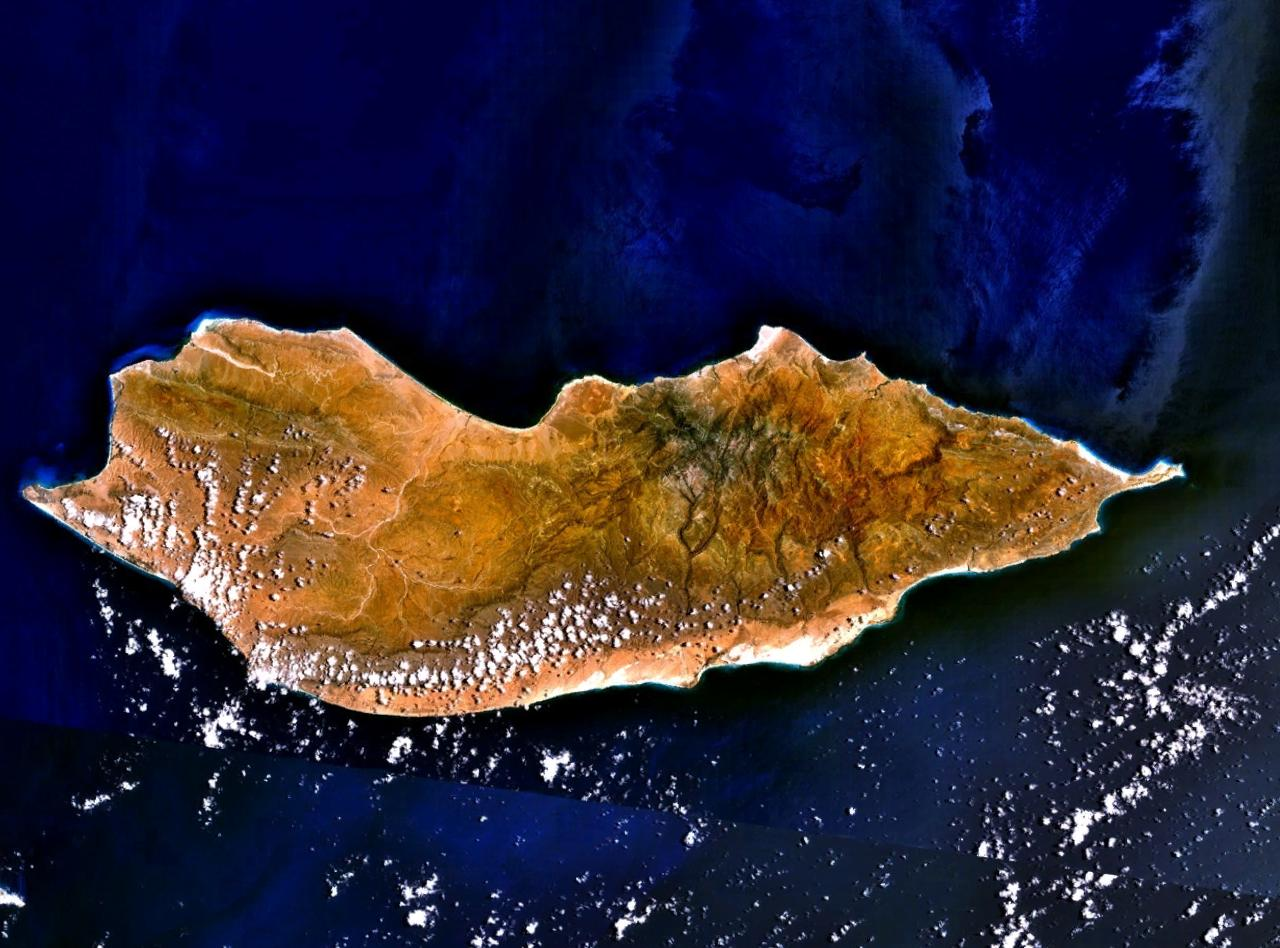
Vista des del satèl·lit Landsat

Socotra (en àrab سقطرى, Suquṭrà, també escrit سقطراء, سقطرة o سوقطرة i transcrit com Sukutra, Suqutra, Sokotra, Soqotra o Socotora) és una illa de l'oceà Índic, a 300 km de la costa d'Aràbia i a prop de 240 km del cap Guardafui (Somàlia). Té vora 130 km de llarg i 40 d'ample i la superfície és de 3.579 km², si bé amb el conjunt d'illes annexes donen una superfície de 4.001 km². Les illes annexes són Abd al-Kuri, Samhah, Darsa (o Darza) i algunes roques. Les illes Samhah i Darsa es coneixen en conjunt com "els Germans" (Djazira Al-Ikhwan) i els seus noms volen dir 'germà' i 'germana'. Només Abd al-Kuri és habitada (unes 200 persones). L'illa principal té uns 35.000 habitants, dels quals la meitat viuen a la capital Hadibu o rodalia. Dins del Iemen, pertany a la governació d'Hadramaut.

## Geografia
L'altura màxima és el Djabal Haggier (1.419 metres). A l'est acaba al Ras Mami (cap Mami); a l'oest, al Ras Shuab; al sud-oest, al Ras Katanan, i al nord-est, al Ras Hulaf. La plana costanera del sud (Naukad o Nowgad) marca una costa arenosa de platja contínua, mentre al nord i oest està plena de badies associades a rierols, que ofereixen punts d'abordatge. Al nord hi ha gairebé totes les viles. L'interior és moderadament muntanyós amb turons plans de prop de 300 metres (les dunes blanques de Ras Momi) i arriben a l'oest, sud i est als 1.200 metres. Hi ha un petit llac anomenat Qalansiya, al nord-oest de l'illa.
El clima és àrid i semiàrid tropical monsònic (classificació climàtica de Köppen: BWh i BSh), de juny a setembre tradicionalment l'illa era inaccessible a causa dels forts vents i el mal onatge.
La població és una barreja d'àrabs, somalis, indis i negres descendents d'esclaus. A l'interior de l'illa són nòmades, i viuen sovint en coves. Recullen la resina que produeix el "dragoner" o "arbre de la sang del dragó" (Dracaena cinnabari) i s'exploten també les palmeres i camps de tabac. La costa sud no té aigua i és deserta i poc poblada, però al nord hi ha algunes viles de pescadors i altres de pastors. Al sud, la principal població és Steroh, i al nord (d'oest a est), Qaysoh, Goba, Hadibu (al centre de la costa nord) i Hulaf.
L'aïllament de l'illa i el fet que se separés del continent africà fa milions d'anys permeten que un terç de la seva flora i fauna siguin espècies autòctones que no es troben en cap altre lloc del món (per exemple, 24 espècies de rèptils, sis tipus d'ocells, el pardal de Socotra, el centpeus de Socotra, una classe de libèl·lula, una classe de crancs de terra descoberts el 1997 en una zona a 700 metres d'alçada, i 25 espècies d'insectes que salten; i com a flora, l'arbre de mirra, el d'encens i el dragoner o arbre de la sang del dragó, entre d'altres, sense comptar les espècies marines). Es creu que hi ha unes 800 espècies diferents a altres llocs.

## Història
La llengua de l'illa és el socotrí, d'origen semític, però prop de la llengua d'Aràbia del sud i especialment del mahrí.
El nom de l'illa podria derivar del sànscrit Dvida Sukhadara, que voldria dir quelcom com 'illa de la felicitat' o 'illa feliç'. Fou visitada pels egipcis que comerciaven amb el Punt; un país esmentat com Iskudurus a la llista de territoris conquerits per Darios I el Gran de Pèrsia ha estat identificat amb l'illa, fet que cal considerar dubtós.
Dioscoridis Insula fou el seu nom romà, i en aquell temps fou un empori comercial situat entre el Syagrus Promontorium (cap Fartash, a la península Aràbiga) i Aromata Promontorium (cap Guardafui, a Somàlia). En aquell temps era gairebé deserta i als seus rius hi havia cocodrils; hi havia també moltes serps (escurçons) i uns lluerts molts grans que es caçaven i es menjaven i el seu greix desfet es feia servir en lloc d'oli. Produïa una mica de vi, però no gra. Els pocs habitants vivien a la part nord, i eren una barreja d'àrabs, indis i grecs. Produïa una gran tortuga amb una closca molt apreciada per la seva grossària i duresa, i de la qual es feien caixes i tauletes i altres estris. Produïa també el tint vegetal anomenat indi o sang del drac. Pertanyia al rei del país de l'encens d'Aràbia, que hi tenia una guarnició i l'explotava per motius econòmics. Plini el Vell diu que era banyada pel mar d'Azània. Ja apareix com a dependència de l'Hadramaut abans de l'època islàmica en inscripcions trobades a l'Hadramaut (és anomenada skdr). La tradició local diu que els habitants foren convertits al cristianisme per sant Tomàs l'any 52. Fins al segle x fou lloc de refugi dels pirates del Kutč i Gujarat. Marco Polo diu que en alta mar, a la seva rodalia, es caçaven balenes. Fou esmentada pels geògrafs àrabs: Al-Idrisi (segle xii), Yakut (abans del 1229), Al-Kazwini (abans del 1283), Al-Baghdadi (abans del 1338) i Al-Hamdani (abans del 1538) i coincideixen en l'arrel grega dels habitants i que eren "àrabs cristians".
L'illa fou conquerida per Alfonso de Albuquerque al 1507, però els portuguesos no s'hi van estar gaire temps i ja no hi restaven cristians, però sí algunes creus. En aquell temps l'illa obeïa l'imam de Mascat, però després de la sortida dels portuguesos va passar a dependre del soldà mahra de Kishn, l'Hadramaut oriental (1511). El 1542 sant Francesc Xavier va visitar l'illa i va trobar-hi un grup de gent que deia ser descendent dels conversos per sant Tomàs. El seu aïllament fou una garantia de tranquil·litat per al soldà mahra.
Un acord entre els britànics i aquest soldà (soldà mahra de Kishn i Socotra) va permetre l'ocupació de l'illa per la Gran Bretanya al 1834, per un període de cinc anys, que es van anar prorrogant, mentre la Companyia britànica de l'Índia negociava la seva compra. El 1886 el soldà de Kishn i Socotra va acceptar el protectorat britànic, i Socotra fou incorporada al Protectorat d'Aden (no a la colònia d'Aden), que depenia del govern de l'Índia Britànica. El 1937 es va crear la colònia separada d'Aden, a la qual va ser transferida l'autoritat al protectorat. En aquesta època el soldà mahra residia temporalment a Hadibu i governava assistit per un wazir i els caps tribals i caps dels clans de pastors de l'illa. El 1940 es va construir un aeròdrom prop d'Hadibu, i el 1942 se'n va construir un de més gran a 4 km a l'oest de Khatub, a la costa nord. El 1967 el nou govern de la República Democràtica del Iemen del Sud va abolir els soldanats, i Socotra va passar a formar part del governadorat número VI; aviat l'aeròdrom va poder ser usat com a base per la Unió Soviètica durant tota la guerra freda, fins a finals dels anys vuitanta. Després de la unió dels dos Iemen, el 1990, el governadorat es va dir Mahra. El 1999, un nou aeroport la va treure de l'aïllament. Simultàniament, un programa de desenvolupament de l'ONU es va iniciar per assegurar la supervivència de l'illa i la preservació del seu entorn.
L'any 2008 la Unesco va reconèixer l'illa com a Patrimoni Natural de la Humanitat.